# Середин, Александр Иванович
Александр Иванович Середин (род. 12 апреля 1966, Чита) — советский и российский футболист, защитник, полузащитник.
Начинал карьеру в дублях ташкентского «Пахтакора» (1983) и «Звезды» Джизак (1984). В 1984 году вернулся в Читу и провёл во второй лиге за «Локомотив» 22 игры. В 1986 году сыграл три матча в первой лиге за «Пахтакор». С 1987 года в течение 13 сезонов выступал в читинском «Локомотиве» во второй (1987—1989), второй низшей (1990—1991) союзных лигах и первой российской лиге (1992—1999); сыграл 377 матчей, забил 29 мячей.